# Fietsbrug Rijnveldsche Pad

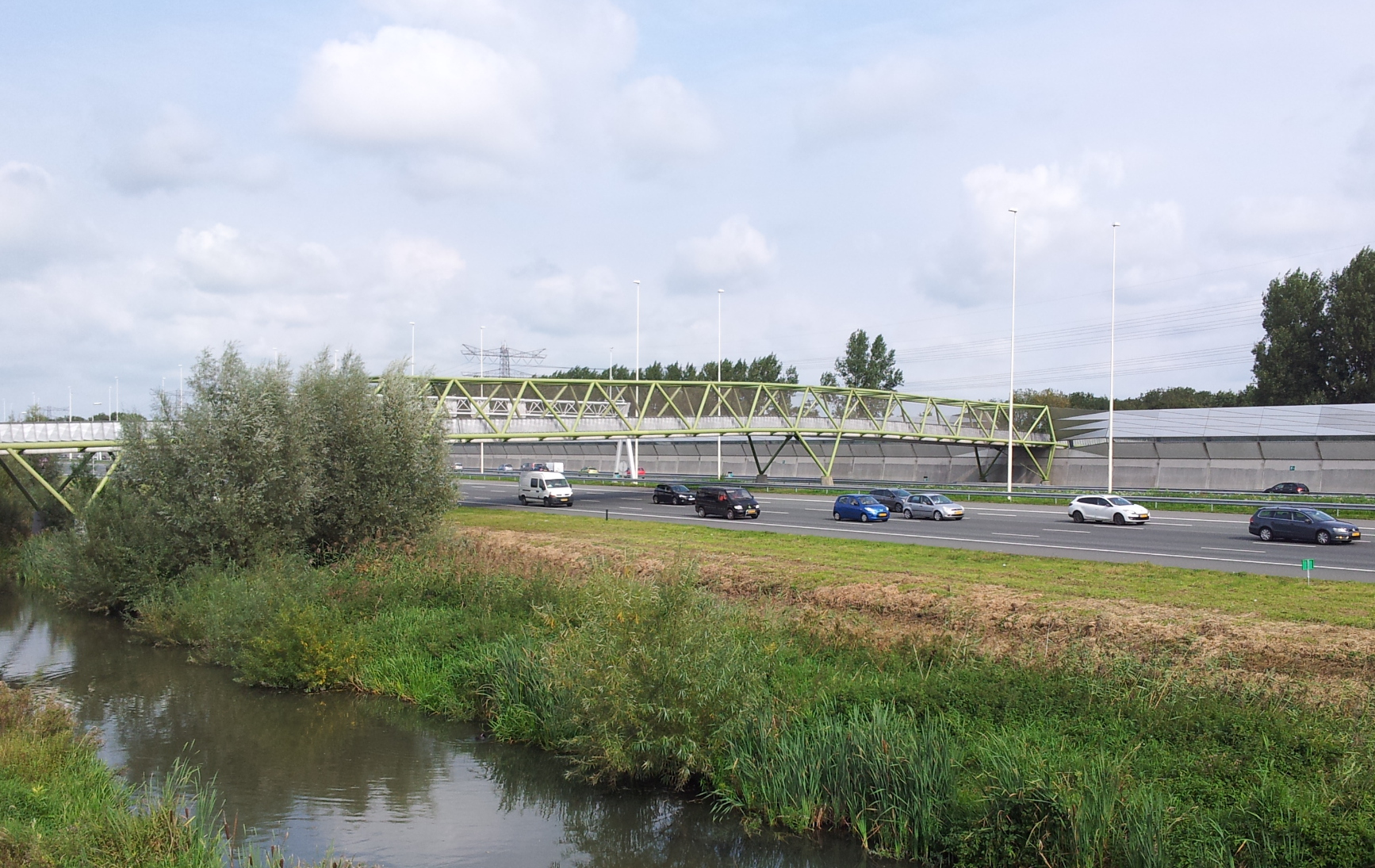
Fietsbrug Rijnveldsche Pad

De Fietsbrug Rijnveldsche Pad is een brug voor fietsers en voetgangers over de autosnelweg A2 in Nederland. De brug werd in juni 2012 geopend en verbindt de wijk Maarssenbroek met het recreatiegebied Haarzuilens. De brug was het laatste nieuwe kunstwerk dat in het kader van de verbreding van de snelweg tussen Amsterdam en Utrecht werd gebouwd.
De stalen constructie heeft een overspanning van 91 m over de A2; de aanbruggen (opritten) zijn 175 m lang. De overspanning is 3,85 m hoog. Tussen het asfalt van de A2 en de onderkant van de brug zit 4,60 m vrije ruimte.
De constructie werd ontworpen door bureau IV Infra. De brug is er op berekend om in geval van calamiteiten ook hulpverleningsvoertuigen te kunnen dragen.
De vormgeving is van de hand van Aletta van Aalst & Partners, die ook andere kunstwerken langs de A2 heeft ontworpen. Het Escher-achtige vogelmotief dat in de aluminium brugleuning is geperforeerd, is een verwijzing naar trekvogels die net als de voertuigen op de A2 van noord naar zuid en vice versa reizen. De vakwerkconstructie van de hoofdoverspanning lijkt op die van de portalen met matrixborden boven de snelweg, maar ook op die van negentiende-eeuwse spoorbruggen.

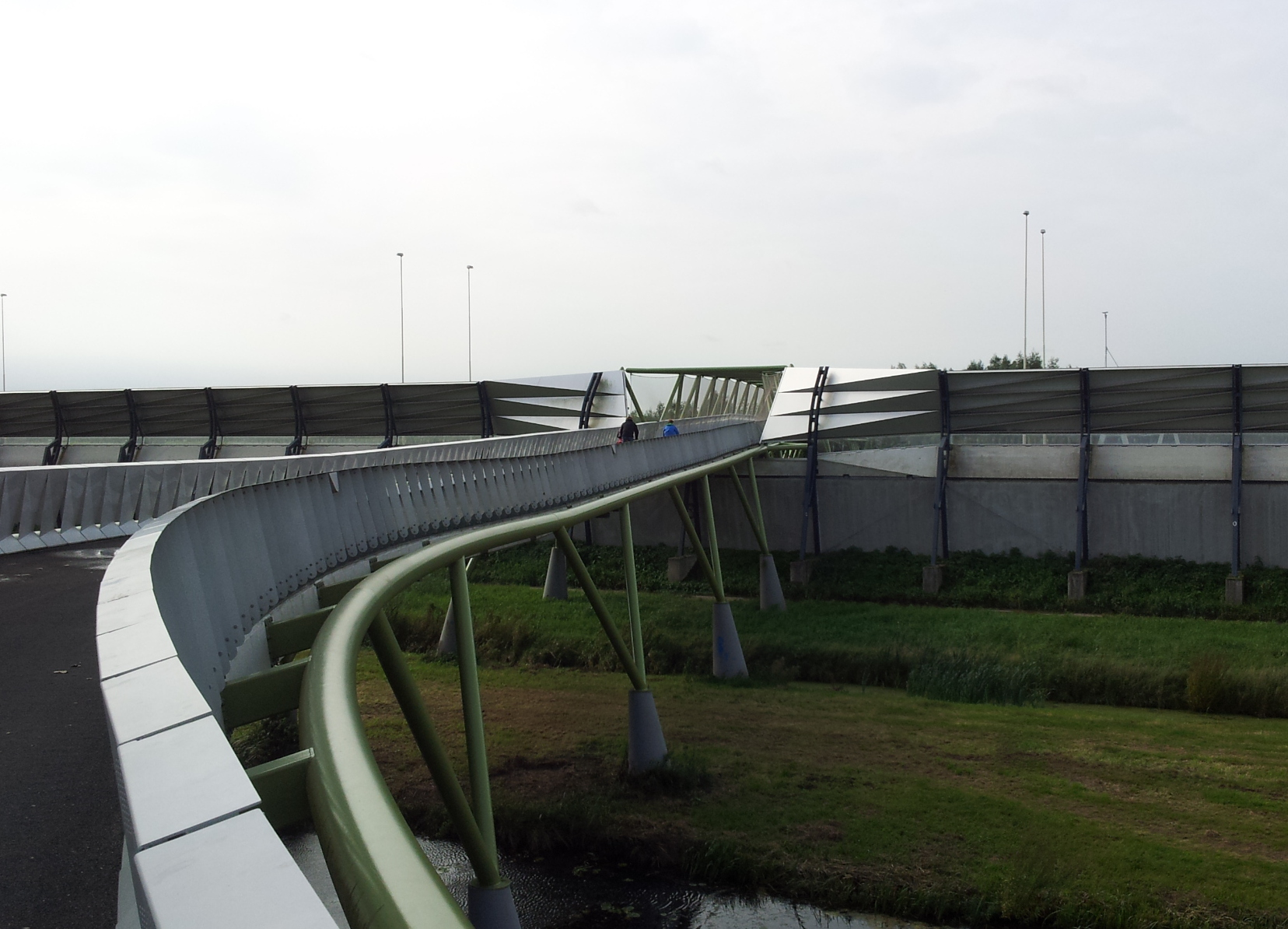
Aan de kant van Maarssen doorsnijdt de brug het geluidsscherm.
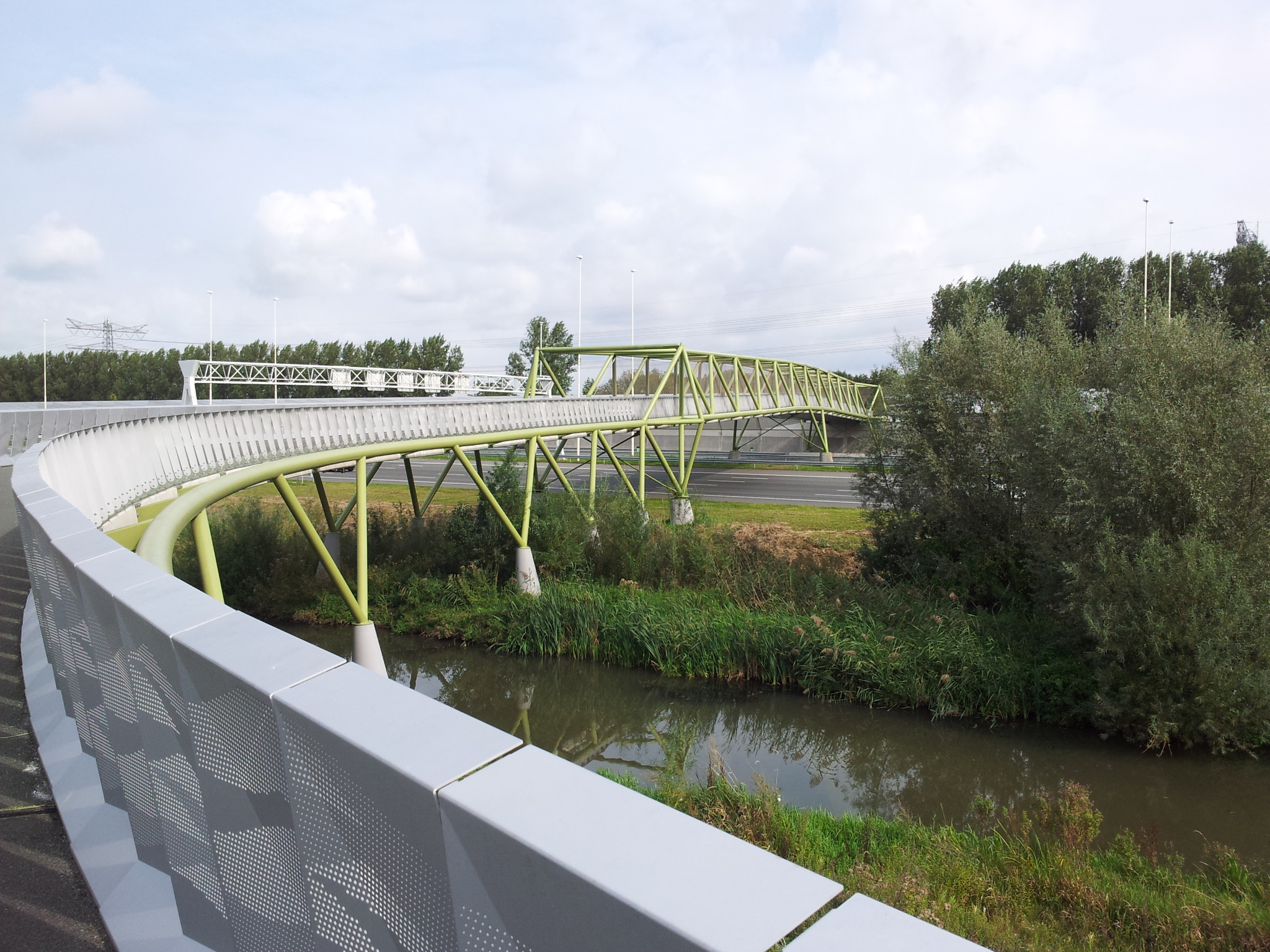
De kant van Haarzuilens.
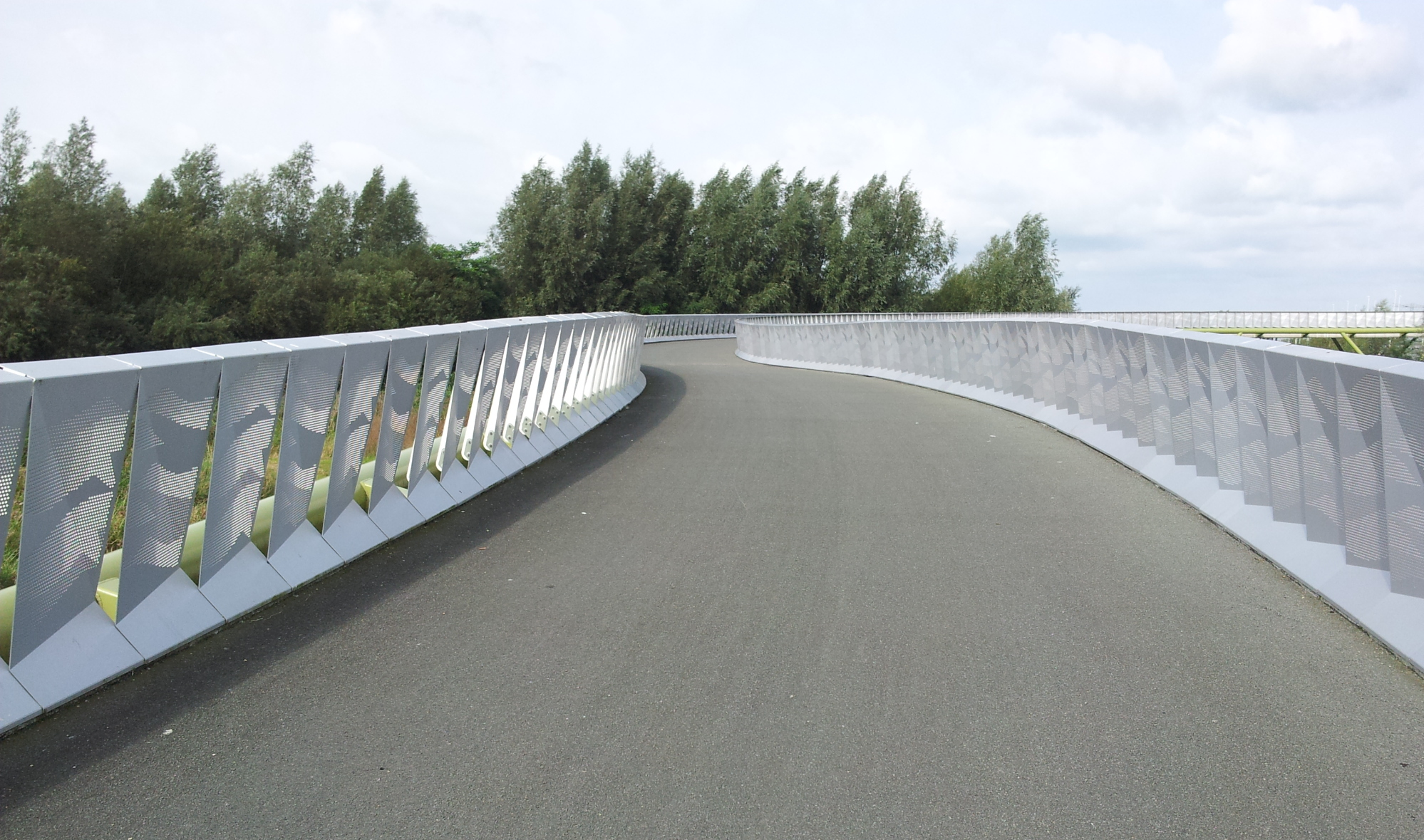
Vogelmotief in de brugleuning.